# Traité de More
Le traité de More est conclu le 30 août 1525 entre Henri VIII et le gouvernement français intérimaire de Louise de Savoie. Il a été célébré par Henry et les ambassadeurs français au More, Hertfordshire, un château appartenant au ministre en chef d'Henry, le cardinal Wolsey,.
L'Angleterre, avec Wolsey en négociation, a accepté de renoncer à certaines revendications territoriales sur la France, recevant en retour une pension des Français de 20 000 £ par an. La France a réglé ce qui était dû à la sœur d'Henri VIII, Marie, reine douairière de France. L'Angleterre accepta également d'œuvrer pour obtenir la libération du roi François de France, alors retenu prisonnier par Charles Quint, empereur romain germanique et roi d'Espagne. L'Angleterre avait été troublée par la menace d'un renouvellement de la Auld Alliance entre la France et l'Écosse, et la France accepta d'empêcher le duc écossais d'Albany de retourner en Écosse.